# Dirphia menander
Dirphia menander är en fjärilsart som beskrevs av Druce 1886. Dirphia menander ingår i släktet Dirphia och familjen påfågelsspinnare. Inga underarter finns listade i Catalogue of Life.